# 1773 en droit
Cet article présente les faits marquants de l'année 1773 en droit.

## Événements
- 27 avril : vote du Tea Act, qui prend effet le 10 mai[1]. La métropole tente de rétablir le régime de l’exclusive. Tout le trafic colonial passe sous contrôle britannique.

- 25 mai : toutes les distinctions légales entre anciens et nouveaux chrétiens sont définitivement abolies au Portugal[2].

- 21 juin : le Regulating Act prend force de loi[3]. Il place les acquisitions indiennes sous l’autorité du parlement britannique. Calcutta devient la capitale des Indes britanniques[4].

- 21 juillet : le pape Clément XIV prononce la dissolution de la Compagnie de Jésus par le bref Dominus ac Redemptor[5]. Il aurait été élu sur ordre des monarchies Bourbon en échange de l’engagement de supprimer la Compagnie.
  - Il y a alors 23 000 Jésuites, prêtres et frères, répartis en 39 provinces, en 1 600 résidences et 800 établissements d’enseignement. 15 000 d’entre eux se trouvent ramenés à l’état séculier et deviennent prêtres diocésains. Ils doivent abandonner leur postes d’enseignants[6].
  - Les collèges jésuites en Autriche sont attribuées aux piaristes, tandis que l’université de Prague en Bohême passe aux mains du clergé régulier. La Bibliothèque de Vienne, jusqu’alors entre les mains des jésuites, est donnée à l’université[7]. En Hongrie, on compte 7 collèges et 41 gymnases jésuites ainsi que plusieurs facultés à l’université de Nagyszombat et aux académies de Kassa et de Kolozsvár.
  - Frédéric II de Prusse (luthérien) et Catherine II de Russie (orthodoxe) refusent que le décret papal soit promulgué dans leurs États[8]. Les collèges jésuites continueront à y fonctionner jusqu'au rétablissement de la Compagnie en 1814.

- 14 octobre : création par la Diète de la Commission de l'Éducation nationale(Komisja Edukacji Narodowej), le premier ministère de l’Instruction publique en Pologne (le premier en Europe). Les biens de l’ordre des jésuites, supprimé par Clément XIV, sont transférés à la commission, qui prend en charge quatre-vingt gymnases et les universités de Cracovie et de Vilno[9]. Stanislas Poniatowski et la commission travaillent à remettre sur pied les collèges et les universités affaiblies par le départ des jésuites. L’esprit des Lumières apparaît dans les programmes. Une école moyenne est instituée par départements, soit 74 écoles pour 17 000 élèves. On y enseigne le polonais, le latin, les mathématiques et l’histoire de la Pologne. Parmi les élèves se trouvent de nombreux roturiers. Dans les campagnes la commission encourage la création d’écoles rurales autour du curé. Une presse politique se développe en liaison avec l’action de la commission de l’Éducation nationale.